# Yannick Agnel
Yannick Agnel (n. 9 iunie 1992, Nîmes, Franța) este un înotător francez, medaliat olimpic. A participat la două ediții ale Jocurilor Olimpice (2012, 2016) în care a câștigat două medalii de aur și o medalie de argint.